# Polina Vedjokhina
Polina Jurjevna Vedjokhina (russisk: Полина Юрьевна Ведёхина ; født 12. august 1992 i Volgograd, Rusland) er en kvindelig russisk håndboldspiller, som spiller for CSKA Moskva og Ruslands kvindehåndboldlandshold.
Hun var med til at vinde OL-sølv i håndbold for Rusland, ved Sommer-OL 2020 i Tokyo, efter finalenederlag over Frankrig, med cifrene 25–30.
Hun har tidligere spillet for de russiske storklubber Lada Togliatti og Dinamo Volgograd, med hvem hun nåede Champions League-semifinalen i sæsonen 2014/15.

## Meritter
- EHF Champions League:
  - Semifinalist: 2015
- EHF Cup Winners' Cup:
  - Semifinalist: 2012
- Olympiske lege:
  - Sølv: 2020